# Чемпионат Финляндии по лёгкой атлетике

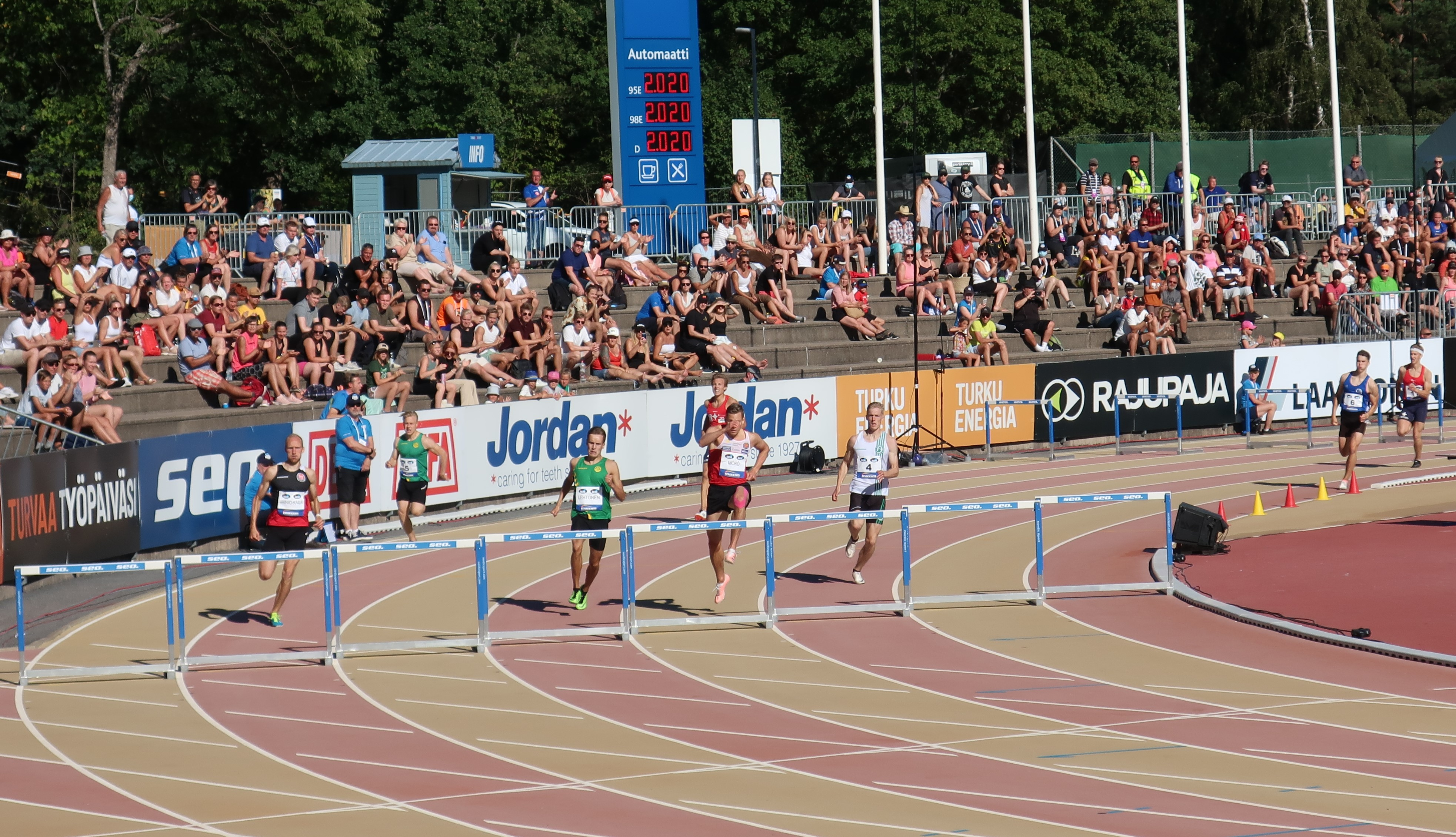
Забег на 400 метров с барьерами чемпионата Финляндии по легкой атлетике 2020 года на стадионе Пааво Нурми в Турку. Победителем стал Томас Лехтонен.

Чемпионат Финляндии по легкой атлетике (Kalevan kisat) — ежегодные соревнования по лёгкой атлетике, проводимые федерацией легкой атлетики Финляндии. Первый чемпионат был проведен в Тампере в 1907 году.

## История чемпионата
В 1909 году страховая компания «Kaleva» представила трофейный кубок «Кубок Калева» (по имени мифического героя Калева), который должен был быть вручен команде набравшей наибольшее количество очков во время соревнований. В 1909 году, чемпионат стал неофициально именоваться «Играми Калева». На чемпионате 1915 года, проводившемся в Пори, название «Игры Калева» закрепилось в журнале «Suomen Urheilulehti». В 1937 году, на чемпионате в Выборге, финская легкоатлетическая федерация (Suomen Urheiluliitto) официально провозгласила название чемпионата «Играми Калева». Первоначально, организацией проводящей чемпионат была ассоциация гимнастики и спорта Финляндии (SVUL).
Женщины участвуют в чемпионате с 1959 года (хотя они принимали участвовали в соревнованиях в беге на 100 метров и эстафете 4×100 метров в 1913-23 годах).